# WWE SmackDown! vs. Raw
WWE SmackDown! vs. Raw este un joc video de wrestling, dezvoltat de Yuke's și lansat de THQ pentru Playstation 2.

## Modele
- SVR 06, 2005
- SVR 07, 2006
- SVR 08, 2007
- SVR 09, 2008
- SVR 10, 2009
- SVR 11, 2010

## Wrestleri
- Dave Batista, SmackDown!
- Big Show, SmackDown!
- BoogeyMan
- Carlito, RAW
- Chris Jericho, RAW
- CM Punk, RAW, câștigător Money in the Bank
- Fit Finlay, ECW
- Festus, RAW
- Goldust, ECW
- Jeff Hardy, SmackDown!
- John Cena, RAW
- John Morrison, ECW
- Kane, RAW
- Khali, SmackDown!
- Matt Hardy, ECW
- Rey Mysterio, SmackDown!
- Shawn Michaels, RAW
- The Miz, ECW
- Triple H, SmackDown!
- Undertaker, SmackDown!

## Noutăți
- Road to WrestleMania
- Campionat pentru centură
- Creare intrare,titantron,wrestler și centuri
- Manager,inclusiv Hornswoggle
- Royal Rumble
- Orice arenă
- Echipe:The Brothers of Destruction,DX, Hardys, Batista și Rey Mysterio și John Morrison și The Miz.
- Money in the Bank, CM Punk

## Soundtrack
| Cântec                              | Artist            |
| ----------------------------------- | ----------------- |
| When Worlds Collide                 | Powerman 5000     |
| Bring the Noise                     | Public Enemy      |
| Bonecracker                         | Shocore           |
| Superstars                          | Styles of Beyond  |
| Polyamorous                         | Breaking Benjamin |
| Firefly                             | Breaking Benjamin |
| Alone                               | Zebrahead         |
| Falling Apart                       | Zebrahead         |
| The Angle                           | Core              |
| Bottom Line                         | Swollen Members   |
| Last Night on Earth                 | Powerman 5000     |
| Riot Time                           | Powerman 5000     |
| The Way It Is                       | Powerman 5000     |
| Can't Stop (22nd Century Lifestyle) | pre)Thing         |
| Chasing After                       | Tantric           |